# Мандеали
Мандеали (Mandeali, Mandi, Mandiali, Pahari Mandiyali) — язык, принадлежащий к группе западный пахари, на котором говорят в округе Манди (долина Манди) штата Химачал-Прадеш в Индии. ЮНЕСКО сообщает, что это один из находящихся под угрозой исчезновения языков Индии. С 1961 по 2001 годы число носителей снизилось на 21 %.

## Разновидности
- Биласпури (Bilaspuri, Bilaspuri Pahari, Kahluri, Kehloori Pahari, Kehluri, Pacchmi). Говорят в округе Биласпур штата Химачал-Прадеш.
- Гадди (Bharmauri Bhadi, Gaddi, Gaddyali, Gadi, Gadiali, Pahari Bharmauri, Panchi Brahmauri Rajput). Говорят в штатах и союзных территориях Дели, Джамму и Кашмир, Мадхья-Прадеш, Пенджаб, Уттар-Прадеш; в подтахсилах Холи и тахсиле Брахмаур округа Чамба штата Химачал-Прадеш.
- Мандеали (Mandeali, Mandi, Mandiali, Pahari Mandiyali). Говорят в округе Манди штата Химачал-Прадеш.
- Чамбеали (Chambeali, Cameali, Chamaya, Chambiali, Chambiyali, Chamiyali Pahari, Chamya). Говорят в Джамму и Кашмире; тахсиле Чамба округа Чамба штата Химачал-Прадеш. Письмо деванагари.
- Чурахи (Chaurahi, Churahi, Churahi Pahari, Churai Pahari). Говорят в подтахсиле Бхалай, тахсилах Салуни и Чаурах округа Чамба штата Химачал-Прадеш.